# Mezinárodní archivní rada
Mezinárodní archivní rada (anglicky International Council on Archives, ICA; francouzsky Conseil international des archives) je mezinárodní nevládní organizace snažící se o podporu mezinárodní kooperace archivů a archivářů. Rada byla založena roku 1948 v Paříži Charlesem Samaranem (dohromady bylo 14 zakládajících členů), v roce 1978 měla již 110 členů a v roce 2015 již 1400 členů ze 199 zemí a regionů. V rámci rady se členové dělí na 5 typů členství (a–e) a poté na 13 regionálních větví. Na mezinárodní úrovni má úzké vazby na UNESCO a je součástí mezinárodního komitétu Modrý štít.
Rada pořádá každé čtyři roky mezinárodní kongres (poprvé v roce 1950), do roku 2011 potom výroční konference u kulatého stolu (CITRA, Conférence internationale de la Table ronde des Archives).
Mezi známé projekty rady patří Všeobecný mezinárodní standard pro archivní popis, (General International Standard Archival Descriptio, tedy ISAD(G)), případně standard pro archivní autoritní záznamy International Standard Archival Authority Record (ISAAR).

## Prohlášení o poslání
Poslání ICA zní: „Mezinárodní archivní rada (ICA) se věnuje efektivní správě záznamů a ochraně, péči a využívání světového archivního dědictví prostřednictvím svého zastoupení odborníků v oblasti záznamů a archivů na celém světě. Archivy jsou neuvěřitelným zdrojem. Jsou dokumentárním vedlejším produktem lidské činnosti a nenahraditelným svědectvím minulých událostí, které jsou základem demokracie, identity jednotlivců a komunit a lidských práv. Jsou však také křehké a zranitelné. ICA usiluje o ochranu a zajištění přístupu k archivům prostřednictvím obhajoby, stanovování standardů, profesního rozvoje a umožňování dialogu mezi archiváři, tvůrci politik, tvůrci a uživateli archivů. ICA je neutrální nevládní organizace, financovaná svými členy, která funguje prostřednictvím aktivit těchto různorodých členů. Již více než šedesát let ICA sdružuje archivní instituce a odborníky z praxe po celém světě, aby se zasazovala o dobrou archivní správu a fyzickou ochranu zaznamenaného dědictví, vytvářela renomované standardy a osvědčené postupy a podporovala dialog, výměnu a předávání těchto znalostí a zkušeností přes hranice států."

## Geneze a vývoj ICA
Po druhé světové válce se ochrana historických záznamů stala celosvětovou prioritou. Vlády, archiváři a mezinárodní organizace si uvědomili, že ochrana archivů je nezbytná pro zajištění historické kontinuity v podmínkách geopolitických změn a poválečné obnovy. Z těchto společných snah, vedených potřebou spravovat archivní materiály napříč hranicemi, vzešlo založení Mezinárodní archivní rady (International Council on Archives, ICA). S podporou UNESCO a dalších klíčových partnerů se ICA vyvinula v základní instituci, která rozvíjí archivní praxi a podporuje mezinárodní spolupráci.
ICA vznikla v reakci na globální výzvy po druhé světové válce, které vycházejí z potřeby chránit a spravovat archivní materiály přes hranice. V počátečních fázích mezi lety 1945 a 1950 byly základy ICA formovány třemi významnými tlaky: spoluprací s Archivem Spojených národů, rozvojem specializovaného archivního programu v rámci UNESCO a založením mezinárodní organizace archivářů (Holmes & Buck, 1976). 4 Tyto snahy vyplynuly z obav o zachování životně důležitých historických záznamů, neboť válka a územní změny vyvolaly nejistotu ohledně osudu archivů mnoha národů. S podporou UNESCO se ICA stala klíčovým hráčem při prosazování mezinárodní spolupráce na obnově a rozvoji archivních služeb, zejména na územích postižených vojenskou okupací a poválečnou reorganizací. Společnost amerických archivářů se spolu s dalšími mezinárodními organizacemi podílela na položení základů pro poslání ICA zajistit dostupnost a udržitelnost archivů napříč geopolitickými hranicemi (Holmes & Buck, 1976).
ICA si uvědomovala potřebu inkluzivity, a proto se také prioritně zaměřila na rozšíření podpory na nedostatečně zastoupené regiony a marginalizované skupiny. Prostřednictvím různých iniciativ usnadňoval rozvoj archivní infrastruktury v zemích s menšími zdroji a pomáhal budovat udržitelné archivy tam, kde bylo toto úsilí dříve omezené. ICA podporoval sdílení osvědčených postupů mezi archiváři z různých prostředí a nabízel školení a technickou pomoc oblastem, které se potýkají s postkoloniálními problémy nebo se vzpamatovávají z konfliktů. Tento závazek k inkluzivitě odráží přesvědčení organizace, že ochrana kulturního dědictví a kolektivní paměti vyžaduje globální úsilí, které zajistí, že menší nebo zranitelné komunity nezůstanou pozadu.
ICA se formálně zformovala ve 40. a 50. letech 20. století a vyvíjela se s ohledem na měnící se globální potřeby. Zpočátku se organizace potýkala s problémy při prosazování své autority na mezinárodní scéně a při zajišťování stálého financování. Finanční podpora ze strany partnerů, jako je UNESCO, však umožnila ICA pokračovat v technologickém rozvoji, který byl klíčový pro moderní archivní praxi a který se stal nezbytným zejména v 70. a 80. letech 20. století (Rieger, 1976). Zastřešujícím cílem ICA zůstalo zvyšování standardů archivní správy na celosvětové úrovni, což institucím umožnilo lépe spravovat své sbírky a zajistit historickou kontinuitu. Vývoj organizace je příkladem toho, jak nepředvídaný vývoj - například poválečná restrukturalizace společností - vyžadoval od archivářů přizpůsobení a inovace, aby mohli čelit novým výzvám, což upevnilo význam ICA jako strážce kolektivní paměti ve stále více propojeném světě (Rieger, 1976).
V tomto přehledu je zdůrazněno, jak ICA vznikla na základě sbližování mezinárodních snah a jak se v průběhu času přizpůsobovala a reagovala na vyvíjející se potřeby společností po druhé světové válce. Spolupráce s UNESCO a globálními sítěmi archivářů poskytla základ pro to, co se stalo klíčovou institucí v oblasti uchovávání historických záznamů a rozvoje archivní praxe po celém světě.

## Organizace
Mezinárodní archivní rada se dělí na 13 regionálních uskupení
- Asociación latinoamericana de archivos (ALA) – latinská Amerika
- Arab Regional Branch (ARBICA) – arabský svět
- Caribbean Regional Branch (CARBICA) – Karibik
- Central Africa Regional Branch (CENARBICA) – střední Afrika
- East Asian Regional Branch (EASTICA) – východní Asie
- Eastern and Southern Africa Regional Branch (ESARBICA) – východní a jižní Afrika
- Eurasia Regional Branch (EURASICA) – většina Evropy se sdružuje v EURBICe, v této euroasijské větvi zejména Rusko, Turecká republika
- European Regional Branch (EURBICA) – většina Evropy
- Southeast Asia Regional Branch (SARBICA) – jihovýchodní Asie
- South and West Asian Regional Branch (SWARBICA) – jižní a západní Asie
- Pacific Regional Branch (PARBICA) – Pacifik
- North American Archival Network (NAANICA) – severní Amerika
- West African Regional Branch (WARBICA) – severní Afrika

## Prezident
- Josée Kirps (2022–2026)